# Coussarea nigrescens
Coussarea nigrescens är en måreväxtart som beskrevs av Charlotte M. Taylor och Barry Edward Hammel. Coussarea nigrescens ingår i släktet Coussarea och familjen måreväxter.
Artens utbredningsområde är Costa Rica. Inga underarter finns listade i Catalogue of Life.